# Pabstorf
Pabstorf ist ein Ortsteil der gleichnamigen Ortschaft der Einheitsgemeinde Huy im Landkreis Harz in  Sachsen-Anhalt, (Deutschland).

## Geografie
Der Ort liegt zwischen den Höhenzügen Huy und Elm, direkt am Großen Bruch, in unmittelbarer Nähe der Grenze zu Niedersachsen. Pabstorf wird von der Landesstraße 78 durchquert.

## Geschichte
Pabstorf wurde 1084 erstmals urkundlich erwähnt. Verbreitet, aber falsch ist die Annahme, Papst Clemens II. sei in Pabstorf geboren und der Ort nach ihm benannt.
Zeitweilig bestand Pabstorf aus zwei Gemeinden mit eigenen Ämtern, Bürgermeistern usw. Während die Mehrheit der Einwohner zum Herzogtum Braunschweig (später Freistaat Braunschweig und Land Braunschweig) zählte, gehörte die Minderheit zur preußischen Provinz Sachsen. Insgesamt 17 von Braunschweig umschlossene preußische Enklaven zerstückelten Pabstorf und machten das Leben durch die unterschiedlichen Landesgesetze kurios und schwierig. Der zum Landkreis Oschersleben gehörende Gemeindeteil hatte im Jahr 1910 269 Einwohner und der zum Landkreis Wolfenbüttel gehörende Teil 1088 Einwohner.
Nach über 600 Jahren Zugehörigkeit zu Braunschweig wurde der braunschweigische Anteil von Pabstorf 1941 gemeinsam mit dem Ort Hessen gegen Hornburg und Roklum eingetauscht und somit preußisch und gelangte an den Landkreis Oschersleben, zu dem der preußische Anteil von Pabstorf gehörte. Am 1. April 1942 erfolgte die Eingliederung der früheren preußischen Gemeinde Pabstorf in die frühere braunschweigische Gemeinde Pabstorf. 1945 kam es zur Sowjetischen Besatzungszone. In der DDR war Pabstorf Standort einer Kompanie der Grenztruppen.
Am 1. April 2002 bildete die Gemeinde Pabstorf zusammen mit den anderen zehn Gemeinden der aufgelösten Verwaltungsgemeinschaft Huy die neue Gemeinde Huy.
In Pabstorf befindet sich das älteste Haus des Landkreises Halberstadt, das Gebäude wurde auf der Grundmauer einer ehemaligen Tempelburg errichtet und verfügt über reich verziertes Fachwerk.

## Politik

### Ortschaftsrat
Als Ortschaft der Einheitsgemeinde Huy übernimmt ein so genannter Ortschaftsrat die Wahrnehmung der speziellen Interessen des Ortes innerhalb bzw. gegenüber den Gemeindegremien. Er wird aus sieben Mitgliedern gebildet.

### Bürgermeister
Als weiteres ortsgebundenes Organ fungiert der Ortsbürgermeister, dieses Amt wird zur Zeit von Matthias Winkler wahrgenommen.

### Wappen
| | Blasonierung: „Quadriert; Feld 1: In Silber ein schwarzer Milan, Feld 2: Blau, Feld 3: Schwarz, Feld 4: in Gold ein schwarzer Pferdekopf.“ |
| Wappenbegründung: Die Farben des Ortes sind Blau - Gelb (Gold). Die Spezifik des Dorfes besteht darin, dass lange Zeit die Grenze zwischen Preußen und dem Herzogtum Braunschweig-Wolfenbüttel mitten durch den Ort verlief, ihn spaltete. Dies wird durch die Spaltung: vorn Silber über Schwarz (Preußen), hinten Blau über Gold (Braunschweig-Wolfenbüttel) symbolisiert. Der Milan weist auf die Umgebung hin - das Große Bruch, über dem die Milane kreisen, der Pferdekopf symbolisiert den ländlichen Charakter des Ortes und auch ein wenig die Nähe zum benachbarten Niedersachsen. Da sich die Bewohner stark mit Braunschweig verbunden fühlen, wählte man Blau - Gelb zu den Farben des Ortes. Das Wappen wurde von der Heraldikerin Erika Fiedler aus Magdeburg gestaltet und am 15. September 1995 durch das Regierungspräsidium Magdeburg genehmigt. | |

### Flagge
Die Flagge ist blau - gelb (1:1) gestreift mit dem aufgelegten Ortswappen.

## Wirtschaft
Die Wirtschaft wird von Kleinunternehmen, einem Lebensmittelgeschäft sowie der Landwirtschaft geprägt.

## Sport
Der Fußballverein SG Fortuna Pabstorf/Aderstedt spielte in der Saison 2007/2008 in der 1. Kreisklasse Harz Gruppe 1.